# Citronella engleriana
Citronella engleriana är en järneksväxtart som först beskrevs av Ludwig Eduard Loesener, och fick sitt nu gällande namn av Howard. Citronella engleriana ingår i släktet Citronella och familjen Cardiopteridaceae. Inga underarter finns listade i Catalogue of Life.